# Acrone (mitologia)
Acrone, fu un mitico re di Caenina.

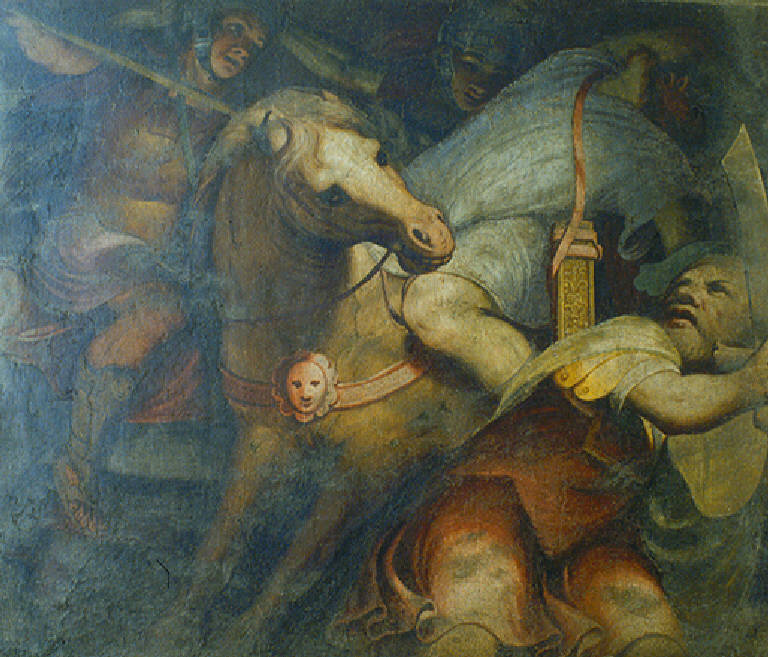
Romolo lotta contro Acrone re della città di Cenina dipinto di Lattanzio Gambara, 1530 ca, esposto ai Musei Civici di Arte e Storia di Brescia

Tito Livio narra che, per vendicare l'offesa subita attraverso il ratto delle Sabine, Caenina, Antemnae, Crustumerium e i Sabini si allearono contro i romani. Impaziente Acrone affrontò da solo i Romani e fu ucciso da Romolo in duello. Nel racconto di Tito Livio, Romolo, dopo aver ucciso in duello il re, guida i Romani contro Caenina, che viene presa al primo assalto. La cronologia tradizionale, che si basa sulla fonte di Livio, fissa l'evento tra il primo e secondo anno dalla Fondazione di Roma, quindi tra il 753 ed il 751 a.C.
Romolo ne portò quindi le spoglie a Roma, offrendole nel Tempio di Giove Feretrio, come riporta Plutarco. 

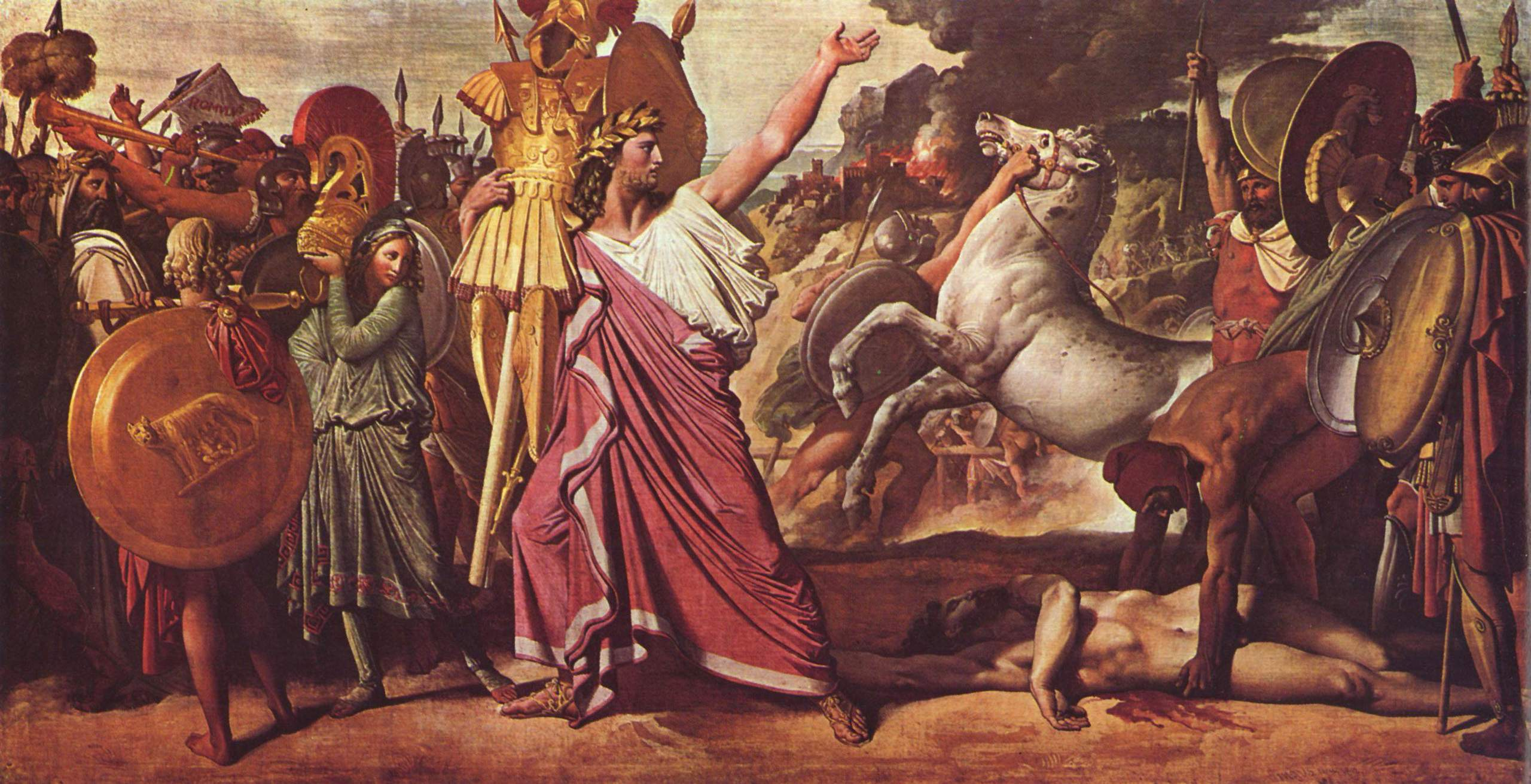
Romolo, uccisore di Acrone, porta le sue spoglie al tempio di Giove dipinto di Jean-Auguste-Dominique Ingres, 1812

Il pittore neoclassico Jean-Auguste-Dominique Ingres ha dedicato all'episodio la tela La vittoria di Romolo su Acrone completato nel 1812.